# جبهة تحرير موزمبيق
جبهة تحرير موزمبيق هو حزب سياسي في موزمبيق. تأسس الحزب في عام 1962 بواسطة دمج MANU, UDENAMO مع UNAMI.
رئيس الحزب هو ارماندو غيبوزا.
في الانتخابات الرئاسية لعام 2004، فاز مرشح الحزب، ارماندو غيبوزا، بحصوله على 2004226 صوت (63.74%). في الانتخابات البرلمانية لعام 2004 حصل الحزب على 1889054 صوت (62.03%%, 160 مقاعد).
الحزب منتسب للاشتراكية الدولية.
المنظمة الشبابية للحزب هي منظمة الشبيبة الموزمبيقية.

## وصلات خارجي
- جبهة تحرير موزمبيق